# オリヴィア・パレルモ

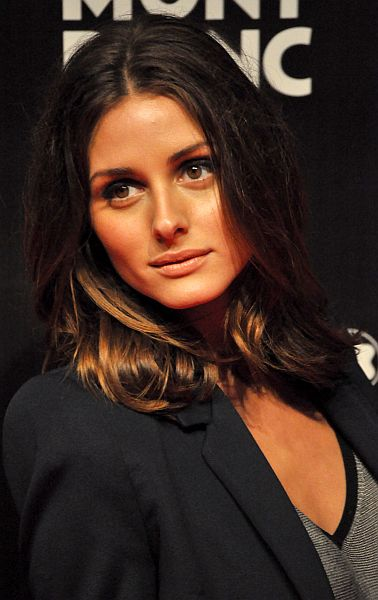
オリヴィア・パレルモ

オリヴィア・パレルモ（英: Olivia Palermo、1986年2月28日 、ニューヨーク州生まれ ）は、アメリカのソーシャライト。2009年、MTVのリアリティ番組「The City」に出演し、一躍有名になった。2014年6月、かねてより交際していたドイツ人モデル、ヨハネス・ヒューブルと結婚した。